# Кравцов, Евгений Михайлович
Евгений Михайлович Кравцов — российский художник. Родился в Алтайском крае в 1965 году . В 1989 году окончил Новоалтайское художественное училище. В 1989-90 годах преподавал рисунок в Новоалтайском художественном училище. В 1996 году окончил Российскую академию живописи, ваяния и зодчества.
Излюбленной темой в творчестве Кравцова является природа Русского Севера, куда художник регулярно отправлялся в творческие экспедиции. Итогом этих поездок стало создание таких картин: «Мезенские лодки», «Палащелье», «Северная ночь». Эти работы продолжают традиции таких русских художников, как Левитан, Туржанский, Бялыницкий-Бируля. Уже в этих произведениях характерна свойственная Кравцову холодная приглушенная гамма. Впоследствии художник усугубляет этот прием, сосредотачиваясь на графичности, фактурности предмета, разрабатывая собственный изобразительный прием, комбинирующий масляную живопись с рисунком сепией на холсте.
В настоящее время художник живёт и работает в г. Костерёво Владимирской области. В последнее время излюбленным жанром художника является натюрморт, изображение повседневных предметов быта: чеснока, корзины, поверхности стола. И здесь Кравцов перекликается с американским художником Эндрю Уайетом как в сюжете, так и в исполнении. Среди его работ последнего периода: «Пролитое молоко», «Чертополох», «Покой», «Перекати поле».
Художник неоднократно участвовал в групповых и персональных выставках в России и за рубежом. Его работы находятся музее РАЖВиЗ, в частных собраниях в России, Франции, Англии, Италии и США. Участвовал в воссоздании Царских врат в Храме Христа Спасителя.
В 2010 году участвовал в реконструкции деревянного дворца Алексея Михайловича с А.Д.Акоповым (роспись потолка).

## Выставки
- «Первая выставка Всероссийской Академии Живописи, Ваяния и Зодчества». Москва, Манеж, 1994 г.

- Первая персональная выставка в галерее «Семь гвоздей». Москва, Российско-Американский пресс-центр, 1994 г.

- Персональная выставка. Москва, ЦДХ, 1994 г.

- «Молодые художники Сибири». Москва, Славянский центр, 1995 г.

- «Выставка четырех». Москва, ЦДХ, 1996 г.

- Персональная выставка. Москва, Государственный выставочный зал «Замоскворечье», 1999 г.

- Персональная выставка «Скользящий свет» в галерее "ГЕЛОС-Наследие", 2004 г.

- Выставка «Вечная тема» в художественной галерее «Арт-Яр» 2005 г.